# Coal City (Illinois)
Coal City es una villa ubicada en los condados de Grundy y Will, Illinois, Estados Unidos. Tiene una población estimada, a mediados de 2022, de 5741 habitantes.

## Geografía
La localidad está ubicada en las coordenadas 41°16′44″N 88°16′48″O / 41.27889, -88.28000 (41.278903, -88.280053). Según la Oficina del Censo de los Estados Unidos, tiene una superficie total de 15.23 km², de la cual 14.94 km² corresponden a tierra firme y 0.29 km² están cubiertos de agua.

## Demografía
Según el censo de 2020, en ese momento había 5705 personas residiendo en la localidad. La densidad de población era de 381.86 hab./km². El 91.15% de los habitantes eran blancos, el 0.60% eran afroamericanos, el 0.39% eran amerindios, el 0.33% eran asiáticos, el 1.31% eran de otras razas y el 6.22% son de una mezcla de razas. Del total de la población, el 7.03% eran hispanos o latinos de cualquier raza.